# 센잔선
센잔선(일본어: 仙山線)은 일본 미야기현 센다이시 아오바구 센다이역을 기점으로 하여 야마가타현 야마가타시 우젠치토세역을 잇는 총 연장 58km의 동일본 여객철도의 관할 노선이다.

## 개요
미야기 현과 야마가타 현의 현청 소재지인 센다이 시와 야마가타 시를 연결하는 노선이며, 일본 최초로 교류 방식의 전선화를 도입한 노선이다.
기점인 센다이역에서는 도호쿠 신칸센 및 도호쿠 본선에, 종점인 우젠치토세역에서는 오우 본선에 접속하고 있다. 우젠치토세역 이후로 모든 열차가 오우 본선의 야마가타 역까지 직통 운전하므로, 운행 계통으로서의 센잔 선은 오우 본선 우젠치토세 - 야마가타를 포함하고 있다. 이 구간에는 궤간이 다른 야마가타 신칸센, 야마가타 선용의 복선 선로과는 달리 센잔 선 용으로 독립된 단선 협궤가 있다. 아테라자와 선도 협궤이기 때문에 기타야마가타 - 야마가타는 아테라자와 선 열차도 운행한다.
센잔 선 전 구간이 센다이 시내와 야마가타 시내에 있으며, 오쿠닛카와 - 센잔 터널 사이는 센다이 시 다이하쿠구 일부를 지나지만 역이나 신호장등의 시설이 없어서, 역은 모두 센다이 시 아오바 구와 야마가타 시에만 있다. 도중에 다른 시정촌을 통과하는 일 없이 현청 소재지끼리 연결해주는 노선 중에서도 양 도시간만 연결하는 JR의 노선은 센잔 선이 유일하다.
현의 경계 부분은 경사가 급한 산악 구간인데, 가을에는 차창으로부터 단풍을 볼 수 있는 반면에 낙엽에 의해서 바퀴가 헛돌아서 열차가 지연되기 쉽다. 바퀴가 헛돌아지는 상황이 예상되는 경우에 '낙엽 쓰는 열차'를 주행하는 일이 있다. 이전에는 센다이 차량 센터 소속의 ED78형 전기 기관차를 이용했으나, 후에는 ED75형 전기 기관차로 변경되었다. 근년엔 고리야마 종합 차량 센터 소속의 DE10형 디젤 기관차가 사용되고 있다.

## 특징
센다이(仙台)의 仙과 야마가타(山形)의 山을 합쳐서 그 음독을 따 센잔 선이라고 하였다.
1972년부터 센다이 시내 구간은 특정도구 시내의 대상 노선이 되었다. 2003년부터 센다이 시 도심부와 아야시 부도심을 묶는 센다이 - 아야시 구간이 IC카드 'Suica'의 센다이 구간에 포함되어, 2004년부터는 센다이 - 야마데라 구간이 '센다이 마루고토 패스' 적용 구간이 되었다. 센잔 선의 각종 안내 싸인 등에 이용되는 노선 색은 황녹색이다.

## 노선 정보
- 관할 : 동일본 여객철도
- 구간 : (영업거리 기준) 센다이 - 우젠치토세 58.0 km
- 궤간 : 1067mm
- 역수 : 20 (기점 · 종점, 임시 역 포함)
- 복선 구간 : 없음 (전원 단선 구간)
- 전압 방식 : 전선 (교류 20000V · 50 Hz)
- 폐색방식 : 특수자동폐색식 (궤도회로검지식)
- 보안장치 : ATs-Ps, ATs-SN
- 최고속도 : 95 km/h
- 최고경사 : 33‰

## 운행 형태
운행 계통으로서는, 센다이 - 야마가타간이며, 우젠치토세 - 야마가타간에서는 오우 본선으로 연장하는 형태를 취한다. 이 우젠치토세 - 야마가타 간은 1999년에 야마가타 신칸센이 신조역까지 연장됨에 따라 복선의 오우 본선 중 한 선로가 협궤(궤간 1,067 mm)에서 표준궤로 개궤되어 나머지 한 개의 선로가 센잔 선· 아테라자와 선의 노선 연장용으로서 협궤인 채 남겨졌다. 그 이후, 실질적으로는 센다이 - 야마가타간의 전 구간에서 독립한 단선을 가지는 노선이 되고 있다. 센다이에 가까워서 이용자가 많기 때문에 열차는 하루 종일 4량 또는 6량(아침의 701계 운용만 2량) 편성으로 운전된다.
1937년의 전선 개통일의 1번 열차에서는 상행이 야마가타에서 5시 25분에 출발하여 센다이에 7시 57분에 도착하여 2시간 32분, 하행이 센다이에서 5시 58분에 출발하여 야마가타에 8시 34분에 도착하여 2시간 36분이 긱긱 소요되었지만, 양 도시간의 이동에서는 당시 최고 속도였다. 그 후 일본 최초의 교류 전철화를 비롯한 기술 혁신에 의해 소요 시간은 단축되어 갔다. 그리고 야마가타 자동차도의 정비에 의해서 양 도시간을 묶는 자동차 전용 도로가 전 노선 개통이 되는 1991년을 앞에 두고, 1990년에는 95 km/h까지 최고속도를 올려 센다이 - 야마가타 논스톱 특별 쾌속 '센잔'의 소요 시간은 51분까지 단축되었다. 그러나 1998년 7월에 야마가타 자동차도의 사사야 터널이 완공되어 같은 해 12월에는 '센잔'은 더 이상 센다이 - 야마가타 논스톱으로 운행하지 않게 되어 최단의 소요 시간은 서서히 길어졌다.

## 역 목록
- 센다이 시내 역 구간

| 노선명       | 역명                 | 일어 역명    | 역간 거리 | 영업 거리                                                              | 접속 노선 | 소재지                     |
| ------------ | -------------------- | ------------ | --------- | ---------------------------------------------------------------------- | --- | -------------------------- |
| 센 잔 선     | 센다이               | 仙台         |           | 0.0                                                                    | 동일본 여객철도 : 도호쿠 신칸센, 아키타 신칸센,도호쿠 본선, 조반선, 센다이공항 액세스 선, 센세키 선 센다이 시 교통국 : 난보쿠 선 | 미야기현 센다이시 아오바구 |
| 센 잔 선     | 도쇼구               | 東照宮       | 3.2       | 3.2                                                                    | | 미야기현 센다이시 아오바구 |
| 센 잔 선     | 기타센다이           | 北仙台       | 1.6       | 4.8                                                                    | 센다이 시 교통국 난보쿠 선 | 미야기현 센다이시 아오바구 |
| 센 잔 선     | 기타야마             | 北山         | 1.7       | 6.5                                                                    | | 미야기현 센다이시 아오바구 |
| 센 잔 선     | 도호쿠후쿠시다이마에 | 東北福祉大前 | 1.0       | 7.5                                                                    | | 미야기현 센다이시 아오바구 |
| 센 잔 선     | 구니미               | 国見         | 1.1       | 8.6                                                                    | | 미야기현 센다이시 아오바구 |
| 센 잔 선     | 구즈오카             | 葛岡         | 1.5       | 10.1                                                                   | | 미야기현 센다이시 아오바구 |
| 센 잔 선     | 리쿠젠오치아이       | 陸前落合     | 2.6       | 12.7                                                                   | | 미야기현 센다이시 아오바구 |
| 센 잔 선     | 아야시               | 愛子         | 2.5       | 15.2                                                                   | | 미야기현 센다이시 아오바구 |
| 센 잔 선     | 리쿠젠시라사와       | 陸前白沢     | 5.4       | 20.6                                                                   | | 미야기현 센다이시 아오바구 |
| 센 잔 선     | 구마가네             | 熊ヶ根       | 3.1       | 23.7                                                                   | | 미야기현 센다이시 아오바구 |
| 센 잔 선     | 사쿠나미             | 作並         | 5.0       | 28.7                                                                   | | 미야기현 센다이시 아오바구 |
| 센 잔 선     | 오쿠닛카와           | 奥新川       | 5.1       | 33.8                                                                   | | 미야기현 센다이시 아오바구 |
| 센 잔 선     | 오모시로야마 신호장  | 面白山信号場 | 7.7       | 41.5                                                                   | | 야마가타현 야마가타시      |
| 센 잔 선     | 오모시로야마코겐     | 面白山高原   | 1.0       | 42.5                                                                   | | 야마가타현 야마가타시      |
| 센 잔 선     | 야마데라             | 山寺         | 6.2       | 48.7                                                                   | | 야마가타현 야마가타시      |
| 센 잔 선     | 다카세               | 高瀬         | 3.7       | 52.4                                                                   | | 야마가타현 야마가타시      |
| 센 잔 선     | 다테야마             | 楯山         | 2.5       | 54.9                                                                   | | 야마가타현 야마가타시      |
| 센 잔 선     | 우젠치토세           | 羽前千歳     | 3.1       | 58.0                                                                   | 동일본 여객철도 오우 본선 (야마가타 선 신조) 방면                                                                                | 야마가타현 야마가타시      |
| 오 우 본 선  |                      |              |           |                                                                        | | 야마가타현 야마가타시      |
| 기타야마가타 | 北山形               | 2.9          | 60.9      | 동일본 여객철도 아테라자와 선                                          | | 야마가타현 야마가타시      |
| 야마가타     | 山形                 | 1.9          | 62.8      | 동일본 여객철도 야마가타 신칸센,오우 본선 (야마가타 선, 요네자와 방면) | | 야마가타현 야마가타시      |

## 운행 열차
- 센다이 차량 센터 소속차가 운행되고 있다. 키하 48형 기동차를 제외한 모두 전철이다.
- 719계 : 센잔 선의 주력 전동차이다.과거에는 2량 편성도 존재하고 있었지만, 현재는 4량 - 6량편성으로 운전된다.
- 701계 : 센잔 선으로의 운행은 센다이 - 아야시 구간 만으로 러쉬시의 상하 3개, 2량편성으로 운전된다.
 ** 일부의 경우, 운행 사정으로 리쿠젠시라사와까지 회송된다.
- E721계 : 2007년 4월 23일부터, 일부열차(왕복 12회)에 투입. 4량 ~ 6량 편성으로 운행.
- 583계 : 과거에 급행 「쓰가루」(후쿠시마 - 야마가타의 궤간공사에 수반하는 우회 운전)로서 입선실적이 있는 것 외에 2003년부터 임시 열차 「겔렌데자오」 「센잔 모미지」로서 드물게 입선 하고 있다. 2007년 11월 11일에 운전된 「센잔 전선 개통 70주년호」도 이 차량을 사용했다.
- 키하 48형 : 임시 열차를 사용한 열차로 입선 하고 있다. 덧붙여 경사 구간을 주행하기 위해(때문에), 통상은 키하 58형 기동차를 연결해 운전된다.